# Storstrejken 1905

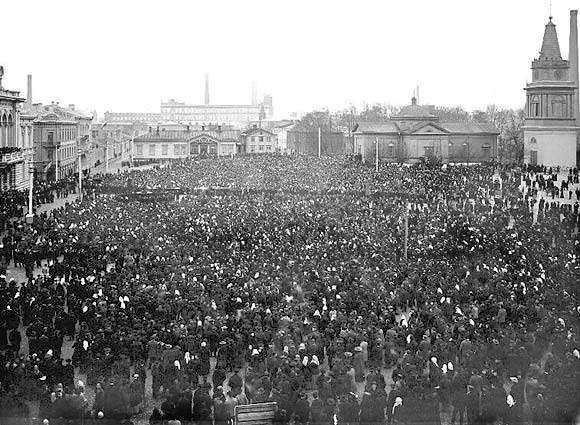
Under storstrejken i Finlands städer samlades en tidigare inte sedd mängd folk för att demonstrera. Bilden är från Tammerfors centraltorg 1905.

Storstrejken är den strejkrörelse som utbröt i Ryssland i oktober 1905 efter nederlaget i det rysk-japanska kriget och som spred sig till Finland.
I Finland varade storstrejken från den 30 oktober till den 6 november och lamslog all verksamhet i fabriker, ämbetsverk, skolor osv. Det politiska läget förde samman ledarna för olika politiska läger, som de konstitutionella och socialisterna till gemensamma överläggningar. Därefter var strejken ett faktum i Helsingfors, varifrån den spred sig över landet. Men under strejken började samarbetet knaka i fogarna. De borgerliga ville främst se februarimanifestet upphävt och en urtima lantdag samlad för att diskutera representationsreform, medan socialisterna ville sammankalla en konstituerande församling vald genom allmän och lika rösträtt. Nationalgardet som bildats under befäl av Johan Kock för att upprätthålla ordningen, splittrades i röda gardet och borgerliga skyddskårer. 
Senaten avgick den 31 oktober, och nästa dag godkände generalguvernör Obolenskij en av Leo Mechelin utarbetad och till tsaren riktad framställning om återställandet av lagligheten. Aktstycket fördes på ångaren Eläköön till Sankt Petersburg och returnerades den 4 november som novembermanifestet. Samma kväll förde de konstitutionella överläggningar med Obolenskij. Deras mål var ju uppnådda. Socialisterna ville däremot fortsätta storstrejken. Deras stöd bland befolkning och intellektuella hade ökat. Men när det blev känt att regeringen i Sankt Petersburg tagit kontroll började strejkfronten svikta. 
Den viktigaste följden av storstrejken var att russifieringen upphävdes och att arbetet på en representationsreform sattes igång. Strejken innebar också ett politiskt uppvaknande, särskilt för arbetarrörelsen. Den visade också på det ryska imperiets sårbarhet, viktiga lärdomar för finska självständighetsdrömmar. 